# Лампопо
«Лампопо́» (редко «лимпопо») (анаграмма от рус. пополам) — популярный в XIX веке русский алкогольный напиток, основными ингредиентами которого являются сухари, лимоны, сахар и пиво. Вместо сухарей могут использоваться горячие гренки, вместо лимонов — квас или кислые щи, вместо сахара — мёд, а вместо пива — вино или шампанское. Также, согласно ряду рецептов, в напиток может добавляться ром или коньяк.
Лампопо был настолько популярен в России в XIX веке, что существовал термин для обозначения поклонников лампопо — лампописты. Мало того, существовало даже «Общество лампопистов», основанное актёром и писателем И. Ф. Горбуновым, в которое входили поэты Л. И. Пальмин, Л. Г. Граве и А. Ф. Иванов-Классик, философ П. Е. Астафьев, актёры Л. И. Градов-Соколов и К. С. Лошивский (Шиловский), историк древнерусской литературы Е. В. Барсов, адвокат Ф. Н. Плевако, юрист А. Ф. Кони, журналист И. А. Вашков и др.

## Рецептура
Согласно кулинарным книгам конца XIX — начала XX веков, существует два основных рецепта домашнего приготовления лампопо. В каждом из них используется 1 кисло-сладкий хлеб «за 10 копеек» (предположительно имеется в виду карельский хлеб), 3 бутылки светлого пива, 2 лимона и сахар.
1. Кисло-сладкий хлеб нарезать кусочками, хорошо их высушить и сложить в миску. Затем в пиво добавить большую рюмку рома, 1,5 стакана сахара кусками, а также цедру и сок с лимонов. Всё перемешать и залить получившейся смесью сухари. Напитку дать настояться 30 минут, затем процедить и подавать к столу.
2. Кисло-сладкий хлеб нарезать ломтиками, хорошо их высушить и сложить в миску. Нарезать лимоны ломтиками и положить их на сухари. Залить пивом, смешанным с 1 стаканом сахарного песка. Дать настояться 1 час, процедить и подавать.

Своими особенными рецептами лампопо славились московские трактиры. Так, Д. В. Григорович писал: «Обедать в Троицком трактире и не отведать лампопо — то же, что быть в Москве и не видеть царь-пушки и знаменитого колокола». Рецепт лампопо в этом трактире был следующий: «Пиво, ржаная поджаренная корка, лимон для аромата, лёд для прохлады». Также славился своим рецептом лампопо «Большой московский трактир» Гурина. Его рецепт описывался так: «Это отвратительное на вид питие приготовлялось в большом открытом жбане: наливалось вино, коньяк, высыпался мелкий сахар и нарезанный лимон и, наконец, погружался громадный, специально зажаренный, обязательно горячий сухарь из ржаного хлеба, шипевший и дававший пар при торжественном его опускании в жбан». В Тестовском трактире подавали «лампопо по-горбуновски», в честь основателя «Общества лампопистов» И. Ф. Горбунова. Рецепт его был таким: «Взять горбушку чёрного хлеба, чтобы был пропечён, внимательно осмотреть её. Горбушку изжарить на жару, сжигая до черна. В стеклянную вазу, обложенную льдом, влить пива, положить несколько кусков сахара и цедру лимона. Раскалённый хлеб опустить в холодное пиво и крепко закрыть сосуд. Через несколько минут напиток готов».
Также существовал следующий вариант лампопо — шампанское пополам с кислыми щами.

## Происхождение
Согласно большинству источников, название напитка является шуточной игрой слов, анаграммой от слова «пополам».
По мнению же историка русской кухни В. В. Похлёбкина, название напитка произошло от названия финского хлебного супа лейпакейто (фин. leipäkeitto). В XIX веке рецепт этого супа попал в Россию благодаря финнам, которые проживали в Петербурге. В рецепт в России были внесены некоторые изменения, вода в супе была заменена пивом, а само блюдо из супа превратилось в напиток. Эта версия перекликается с тем фактом, что в поваренной книге Е. Молоховец «Подарок молодым хозяйкам» (1861) напиток назван «лимпопо» и дано уточнение в скобках «финлядский напиток».
Похлёбкин высказал также ещё одну гипотезу, согласно которой, непривычное русскому уху слово «лейпакейто» изменилось в честь южноафриканской реки Лимпопо, которая из-за событий англо-бурских войн была на слуху. Впрочем, вторая гипотеза Похлёбкина не очень достоверна, так как слово «лампопо» для обозначения алкогольного напитка упоминается в литературе задолго до первой англо-бурской войны (1880—1881); например, рецепт напитка лампопо подробно описывается ещё в 1832 году.
Кроме того, по мнению В. В. Похлёбкина, причиной снижения популярности напитка стало исчезновение основного сырья — кисло-сладкого хлеба. Современный аналог такого хлеба — карельский хлеб.

## Лампопо в литературе

### В русской литературе
Напиток лампопо неоднократно упоминается русскими писателями XIX века. Одно из первых упоминаний напитка в художественной литературе относится к 1832 году. В романе «Семейство Холмских» (1832) воронежского губернатора и литератора Д. Н. Бегичева один из героев составляет лампопо «из лучшего венгерского, шампанского, портера и английского пива, с лимоном и сахаром». В романе Д. В. Григоровича «Просёлочные дороги» (1852) персонаж восторгается лампопо в Троицком трактире и описывает его рецепт. В 1854 году писатель А. В. Дружинин писал об особом чувстве опьянения после лампопо из Троицкого трактира, которое он назвал «гебетацией».
Основатель «Общества лампопистов», актёр и писатель И. Ф. Горбунов в 1862 году написал статью-пародию на церковнославянском языке о любителе лампопо — «Како увѢщевати глаголемаго лампописта». А другой член «Общества лампопистов» журналист И. А. Вашков написал стихотворение о лампопо, которое начиналась словами: «Много гроздей виноградных / На брегах цветущих По; / Мы же здесь, в местах прохладных, / Пьём родное лампопо».
Упоминается лампопо и другими писателями. Так, в романе «Соборяне» (1872) Николая Лескова герои чрезвычайно подробно обсуждают и делают лампопо. В написанной несколькими годами позже пародии А. А. Измайлова на этот роман Лескова — «Письма Ахиллы Десницына о русской Конституции» — тоже не обходится без упоминания лампопо. Кроме того, о лампопо писали в 1870-х годах М. П. Погодин и М. Е. Салтыков-Щедрин.
П. А. Архангельский, вспоминая 1881 год, пишет, что на столе А. П. Чехова всегда стоял «лампопо», поясняя, что это «напиток из пива с лимоном, сухарями и другими специями». В том же 1881 году в юмористическом журнале «Развлечение» появляются стихи «мичмана Жевакина» (псевдоним И. А. Вашкова), где используется фраза «зашипел как лампопо» вообще без какого-либо пояснения, что это за напиток. Лампопо особого приготовления упоминается в романе «Китай-город» (1882) Петра Боборыкина. Московский бытописатель В. А. Гиляровский, вспоминая события 1882 года, писал, что в то время существовал особый вариант лампопо — «лампопо по-горбуновски» из Трёхгорного пива. Позже это упоминание привело к стихотворению: «Лампопо по-горбуновски пил Владимир Гиляровский».
В 1894 году русский прозаик и драматург В. М. Михеев крайне отрицательно отзывался о лампопо, называя его «гадкой смесью».
В 1930-е годы лампопо оказалось практически забыто. Многие литераторы уже не знали значение этого слова. Так, в 1932 году русский поэт-футурист А. Е. Кручёных в своих воспоминаниях о В. В. Маяковском писал: «У него есть такие странные слова, что мы даже не знаем, откуда они. Например, у него в одном журнале („Бов“ или „Крысодав“, не помню) были к рисункам четверостишия. Вся страница была его, и они были даже без подписи. Там есть такая строка: „Успокойтесь жизнь малина лампопо“. Что такое „лампопо“? Есть „Лимпопо“ у Чуковского, это река в Африке, а „лампопо“, оказывается, есть в словаре Даля. Я как-то разговаривал с Л. А. Кассилем. Он сказал, что написал вещь, где одна лисица говорила, что растерзала дичь „по-по-лам, по-по-лам, лам-по-по, лам-по-по“. „Я думал, — сказал Кассиль, — что это я сочинил, а оказывается, это есть у Маяковского и в словаре Даля…“».
В дальнейшем упоминание коктейля лампопо в литературе встречается крайне редко и исключительно в произведениях, где описываются события прошлого. Так, например, герои пьют лампопо в романе «Крушение империи» (1956) М. Э. Казакова (действие происходит в 1913 году) и в сборнике новелл «Печать и колокол» (1981) Ю. Кларова, где действие происходит в 1914 году. В романе Полины Фёдоровой «Прекрасная шантажистка» (2007), события которого происходят в XIX веке, коктейль «лампопо» состоит из шампанского напополам с квасом и используется для протрезвления.

### В литературных переводах
Слово «лампопо» встречается в русском переводе (1975) романа У. Теккерея «Книга снобов, написанная одним из них» (1848), где оно заменяет английское half-and-half.

## В переносном значении
В московской купеческой среде до восьмидесятых годов XIX века существовало выражение «танцевать лампопо», которое означало бездельничать и безобразить.
Само слово «лампопо» в конце XIX — начале XX веков использовалось в переносном смысле как синоним «пополам». Например, в карточных играх «лампопо» означало «поровну». Мошенники использовали это слово для тайного обозначения высушенного спитого чая, смешанного напополам с обычным и пущенного в продажу. В воровском жаргоне того времени «лампопо» означало, что украденные деньги необходимо поделить пополам между сообщниками.